# Nossa Senhora da Ajuda e São Pedro de Alcântara (nau)
A Nossa Senhora da Ajuda e São Pedro de Alcântara foi uma nau de linha de 74 peças da Marinha Portuguesa, lançada ao mar em Lisboa em 29 de Março de 1759.

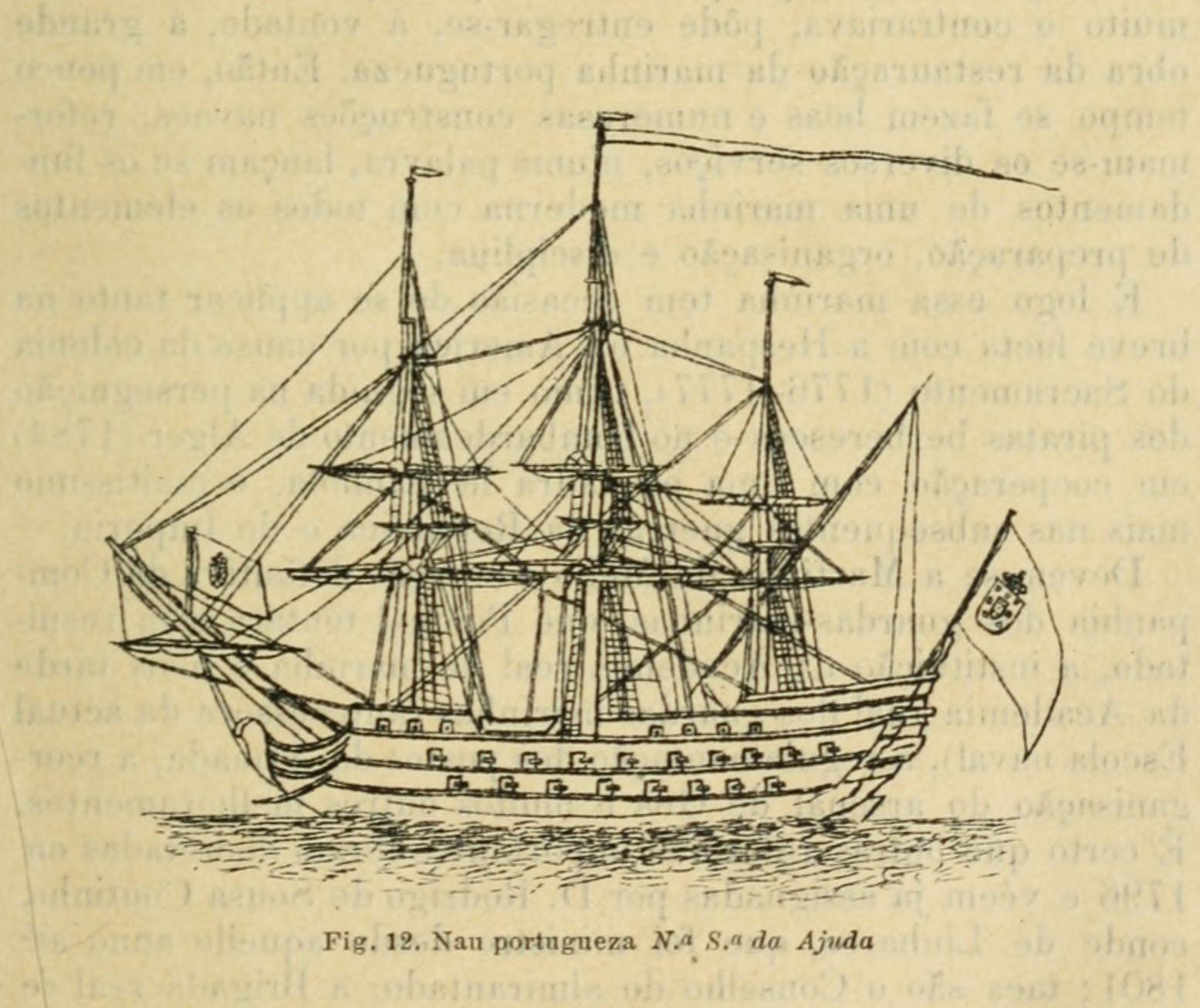
Ilustração da nau Nossa Senhora da Ajuda e São Pedro de Alcântara no livro Lições de História Marítima Geral, 1895

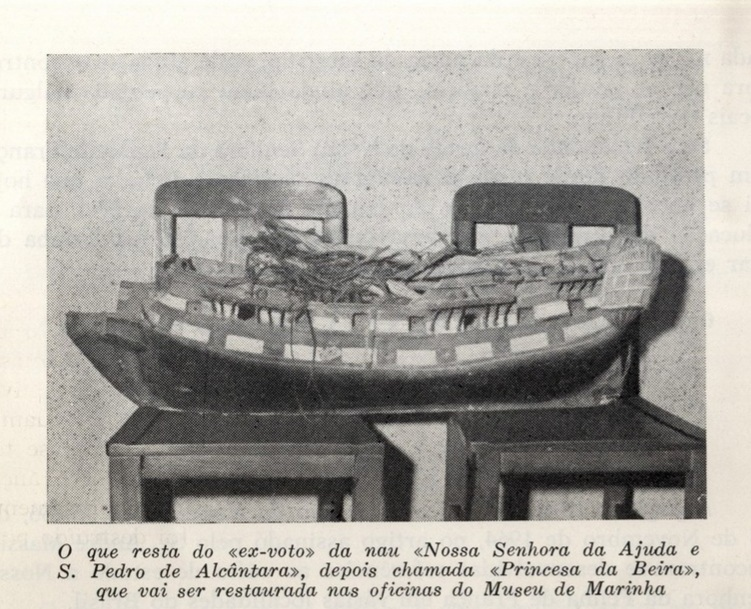
Restos do ex-voto como modelo da nau em 1964

## Características

### Gerais
As suas principais características eram:
- Comprimento: 55,47 metros
- Boca: 13,41 metros
- Pontal: 10,36 metros
- Calado: 6,27 metros (leve) e 6,93 metros (carregado)
- Tripulação: 522 homens (em 1774) e 562 homens (em 1799)

### Armamento
Oficialmente era uma nau de 64 peças, mas na realidade armava com 74 peças:
Bateria Coberta: 26 peças de calibre 24.
Convés: 26 peças de calibre 12.
Tolda: 8 peças de calibre 6.
Castelo de proa: 2 peças de calibre 12.